# Truchsessen von Diessenhofen

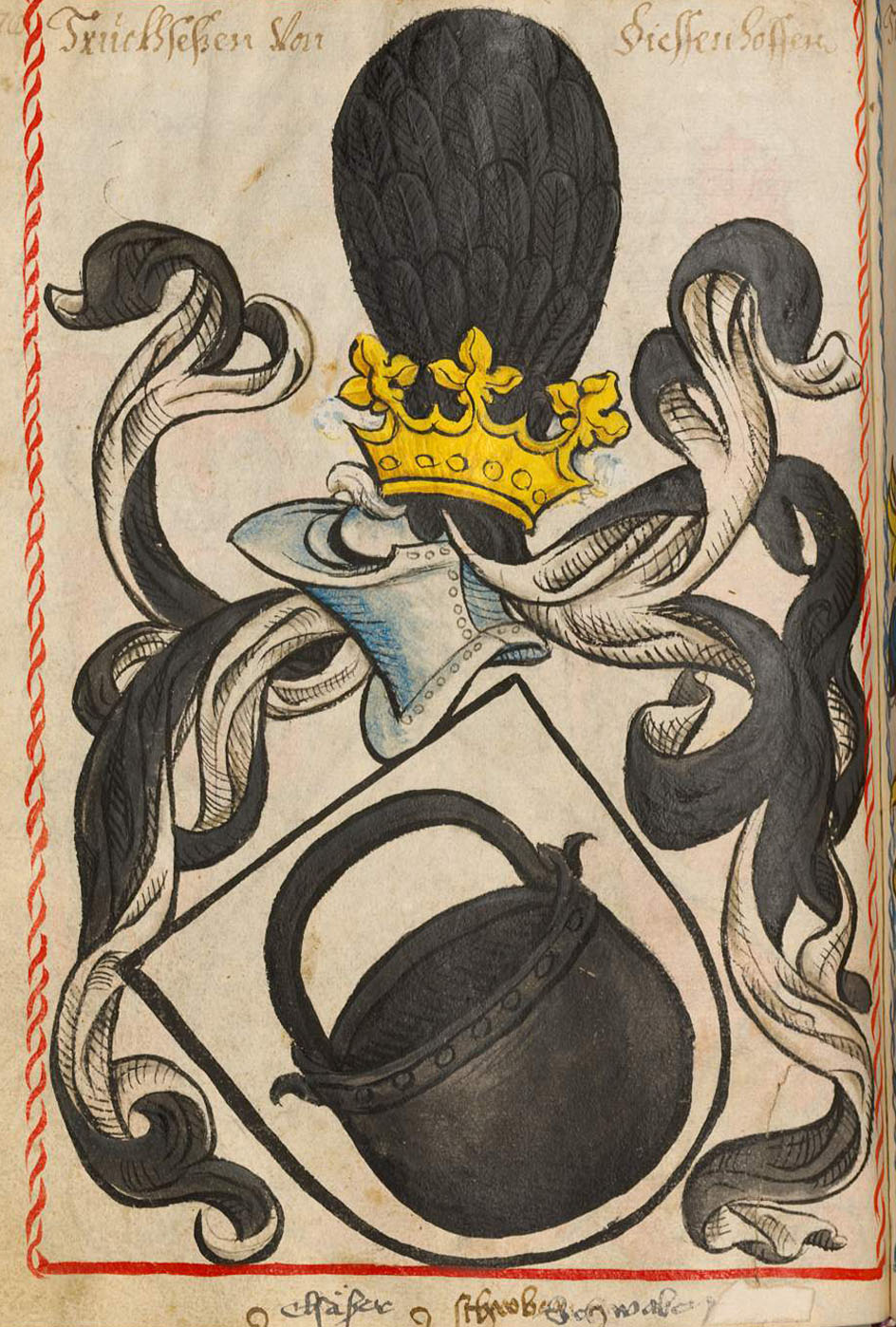
Wappen der Truchsessen von Diessenhofen

Die Truchsessen von Diessenhofen waren ein Rittergeschlecht des 13. bis 15. Jahrhunderts von Diessenhofen im Thurgau in der heutigen Schweiz und ein Zweig der Herren von Hettlingen. Stammsitz war der Unterhof in Diessenhofen mit der dazugehörigen Vogtei Diessenhofen. Ihre Grabstätte ist die Kirche daselbst.
Der erste Vertreter Heinrich Truchsess von Diessenhofen (belegt 1241–1290), Sohn Heinrichs von Hettlingen, sass ab 1247 als Truchsess der Grafen von Kyburg in Diessenhofen. Seine Beziehungen zum Kloster Salem und andere Indizien weisen auf eine Heirat in den Hegauer Adel hin. Nach dem Aussterben der Kyburger 1264 nahmen die Habsburger als deren Erben die Familie in ihren Dienst. Diese entwickelte sich im ersten Drittel des 14. Jahrhunderts zu einer der Hauptstützen habsburgischer Politik in der Region. Heinrichs Sohn Johannes (belegt ab 1289/94, 1342), Gatte Elisabeths von Reinach (1303) und Katharinas, wahrscheinlich von Bonstetten, sowie Vater von Heinrich, bewegte sich im engsten Umkreis der Herzöge von Österreich, wurde 1318 Hofmeister König Friedrichs des Schönen und leitete in dieser Stellung verschiedene diplomatische Missionen.
Auch ökonomisch war die Familie in dieser Zeit erfolgreich. Sie erhielt als österreichische Lehen Güter im süddeutschen Raum, in Gailingen und in Neuhausen am Rheinfall, die Vogtei in Trüllikon, als bedeutende Pfandschaften 1330 die Stadt und Feste Aach und die Burg Herblingen. Das Erbe von Johannes teilten sich 1342 seine Söhne Ulrich und Johannes. Unter ökonomischen Druck begannen die Enkel des Letztgenannten, Hans Molli (1397–1434) und Hans Bitterli (1392–1439), um 1420 mit der Liquidation des Besitzes. Um 1460 verpfändete Hans Bitterlis Sohn Hans Heinrich schliesslich den Unterhof und die Vogtei Diessenhofen. Letztmals belegt ist die Familie 1495.